# Gotha G.VII
De Gotha G.VII is een Duitse bommenwerper die werd gebruikt door de Luftstreitkräfte tijdens de laatste maanden van de Eerste Wereldoorlog. Aangezien effectieve strategische bombardementen niet meer mogelijk waren door effectieve verkenning en luchtafweer, was het ontworpen voor de rol van een snelle tactische bommenwerper, met de mogelijkheid om te verkennen. Het was een conventionele dubbeldekker, met twee motoren, in elke "gondel" één, en een normale staart met twee "vinnen" en roeren. De positie van de bombardier werd verplaatst van de kwetsbare plek vooraan naar een veiligere plek achteraan. De neus werd meer gestroomlijnd, waardoor de motoren meer naar binnen verplaatst konden worden. Hierdoor verminderden de effecten van  de alom gevreesde asymmetrische stuwkracht, iets dat ingenieur Burkhard al eerder bezighield. Ook de "gondels" werden gestroomlijnder.
De Duitse luchtmacht plaatste een ambitieuze order van 250 stuks: 50 van Gotha, 50 van LVG en 150 van Aviatik. Ongeveer twintig toestellen van dit type werden vóór de wapenstilstand op 11 november 1918 voltooid, waarvan slechts een paar daadwerkelijk actief waren. Een G.VII overleefde de sloop en deed korte tijd dienst bij de Oekraïense luchtmacht. Dit toestel werd in beslag genomen door Tsjechoslowakije en deed ook daar voor een korte tijd dienst.
Gotha G.I · Gotha G.II · Gotha G.III · Gotha G.IV · Gotha G.V · Gotha G.VI · Gotha G.VII · Gotha G.VIII · Gotha G.IX · Gotha G.X · AEG DJ.I · AEG G.I · AEG G.II · AEG G.III · AEG G.IV · AEG G.V · AEG J.I · AEG J.II · AEG R.I · Friedrichshafen G.II · Friedrichshafen G.III · Hannover CL.II · Junkers CL.I ·  Junkers J.I · Rumpler G.I  · Rumpler G.II · Rumpler G.III  · Zeppelin-Lindau Rs.II  · Zeppelin-Lindau Rs.III · Zeppelin-Lindau Rs.IV · Zeppelin-Staaken R.VI